# Rüdiger Liwak
Rüdiger Liwak (* 21. September 1943 in Stadthagen) ist ein deutscher evangelischer Theologe.

## Leben
Von 1966 bis 1971 studierte er evangelische Theologie sowie Ägyptologie und Assyriologie in Münster und Bochum. Von 1971 bis 1976 war er wissenschaftliche Hilfskraft.
Nach der Promotion (Überlieferungsgeschichtliche Probleme des Ezechielbuches. Eine Studie zu postezechielischen Interpretationen und Kompositionen) 1976 in Evangelischer Theologie zum Ezechielbuch war er von 1976 bis 1984 wissenschaftlicher Assistent am Lehrstuhl für Altes Testament an der Ruhr-Universität Bochum. Nach der Habilitation 1984 in Evangelischer Theologie zum Jeremiabuch lehrte er von 1984 bis 1990 als Professor für Altes Testament mit besonderer Berücksichtigung der altorientalischen Umwelt sowie der Topographie und Archäologie Palästinas an der Ruhr-Universität Bochum. Die Berufung erhielt er 1990 an die Kirchliche Hochschule Berlin. Von 1993 bis 2008 lehrte er als Professor für Altes Testament mit dem Schwerpunkt Geschichte Israels und altorientalische Umwelt an der Humboldt-Universität zu Berlin. Von 2007 bis 2009 leitete er das Institut Kirche und Judentum an der Humboldt-Universität zu Berlin. Seit 2009 ist er Benno-Jacob-Gastprofessor des Abraham Geiger Kollegs an der Universität Potsdam.
Seine Forschungsschwerpunkte sind die Bibel, ihre altorientalische Umwelt und das Übersetzungswerk des Rabbiners Ludwig Philippson.

## Werke (Auswahl)
- Der Prophet und die Geschichte. Eine literar-historische Untersuchung zum Jeremiabuch (= Beiträge zur Wissenschaft vom Alten und Neuen Testament. Band 121). Kohlhammer, Stuttgart 1987, ISBN 3-17-009442-4 (zugleich Habilitationsschrift, Bochum 1984).
- als Herausgeber Dagmar Pruin und Markus Witte: Israel in der altorientalischen Welt. Gesammelte Studien zur Kultur- und Religionsgeschichte des antiken Israel (= Beihefte zur Zeitschrift für die alttestamentliche Wissenschaft. Band 444). De Gruyter  Verlagsanstalt, Berlin/Boston 2013, ISBN 978-3-11-027141-6.
- als Herausgeber Christl Maier und Klaus-Peter Jörns: Exegese vor Ort. Festschrift für Peter Welten zum 65. Geburtstag. Evangelische Verlagsanstalt, Leipzig 2001, ISBN 3-374-01895-5.
- als Herausgeber: Die Psalmen. Aus der hebräischen Bibel übersetzt von Rabbiner Ludwig Philippson. Herder, Freiburg/Basel/Wien 2017, ISBN 3-451-38037-4.